# Concertina (instrument)
|  | Aquest article tracta sobre l'instrument musical. Si cerqueu el filferro, vegeu «concertina». |

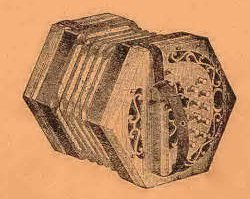
Dibuix d'una concertina.

La concertina és un membre de la família d'instruments de llengüeta lliure. Va ser inventat el 1829 (amb una patent per a una versió millorada arxivada en 1844
) per sir Charles Wheatstone. Normalment, les concertines tenen botons en tots dos costats finals i es distingeixen d'un acordió (de teclat o botons) per la direcció que prenen aquestes tecles en ser pressionades. En una concertina els botons van en la mateixa direcció que la manxa, mentre que els botons de l'acordió viatgen en perpendicular a la direcció de la manxa. A la ciutat fronterera de Leticia, Colòmbia, es toca aquest instrument sent aquesta ciutat centre de l'eix musical fronterer - amazònic.

## Tipus (sistemes) de concertines
El nom de "concertina" es refereix a una família d'instruments de llengüeta lliure i funcionament per manxa construïts segons diversos sistemes. Aquests sistemes es diferencien per:
- notes i rangs que conté
- posicionament dels botons
- sonoritat de les notes:
  - els botons d'un instrument bisonor produeixen diferent so en prémer-los, segons s'estiri o comprimeixi l'instrument
  - els botons d'un instrument unisonor produeixen el mateix so en prémer-los, independentment de si s'estira o es comprimeix
- habilitat per produir so en ambdues direccions
- forma i grandària de l'instrument i tècnica requerida per subjectar-ho

Per a un músic acostumat a un dels sistemes, una concertina construïda segons un altre sistema pot resultar-li força desconeguda.
A continuació es llisten els sistemes de concertina més habituals.

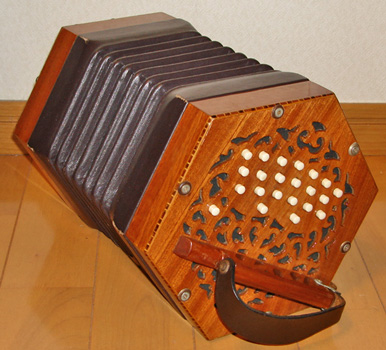
Concertina anglo Bastari de 40 botons

### Concertina tipusanglo
La concertina tipus anglo (nom que prové del llatí) té els botons en files corbades seguint les gemmes dels dits. És del tipus bisonor: segons s'estrenyi o estiri la manxa, es poden produir dos sons diferents d'un mateix botó, tal com seria el funcionament d'una harmònica.
El sistema anglo consisteix en dues files de deu botons, cadascuna de les quals produeix una escala major diatònica. Normalment aquest tipus de concertina se subjecten ficant les mans per una corretja de cuir, amb els polzes fora de la corretja i els palmells recolzats sobre barres de fusta. D'aquesta manera es queden quatre dits de cada mà lliures per prémer les tecles i els polzes lliures per accionar una vàlvula d'aire en el cas de voler contreure o estirar la manxa sense fer sonar cap nota.
La concertina del tipus anglo se sol associar amb la música irlandesa. Concretament les que es troben afinades en G (Sol) o C (Do) solen ser usades en sessions de música tradicional irlandesa, així com en altres contexts musicals com el tradicional ball de morris anglès.
Sovint s'indica George Jones com l'inventor d'aquest tipus de concertina. Lutiers britànics actius a la fi del segle xix i principis del segle XX inclouen a C. Jeffries i Louis Lachenal.

### Concertinaanglesa
La concertina anglesa és un instrument totalment cromàtic que té els botons distribuïts en un arranjament rectangular de quatre files, amb el costat curt del rectangle dirigit al canell. La invenció de l'instrument és atribuïda a Sir Charles Wheatstone, qui va obtenir la primera patent d'aquest tipus d'instrument (número 5803 de la Gran Bretanya) concedida el 19 de desembre de 1829. És un instrument unisonor, per tant cada botó produeix la mateixa nota independentment de si s'està estirant o comprimint la manxa.
Les dues columnes de botons més interiors constitueixen una escala major diatònica en Do, distribuïda entre els dos costats de l'instrument (per exemple, en una gamma concreta, C-E-G-B-d [Do-Mi-Sol-Si-Re] estarien en un costat i D-F-A-c-e [Re-Fa-La-Do-Mi] en l'altre). Les altres columnes es componen dels sostinguts i bemolls necessaris per a completar l'escala cromàtica. Aquesta distribució de notes entre tots dos costats facilita la velocitat d'execució (per exemple, l'obra El vol del borinot de Nikolai Rimski-Kórsakov va ser transcrita per concertina anglesa a principis de la història de l'instrument), sent més difícil per al músic aprendre els acords que les escales.
Aquest tipus de concertina se sosté inserint els polzes en corretges i col·locant els menovells en suports metàl·lics, deixant lliures tres dits per a la notació, o ben col·locant en aquests suports metàl·lics els dits menovells i anulars, deixant solament dos dits per a la notació.
El compositor veneçolà Ricardo Teruel va escriure entre 2000 i 2005, 15 peces per a aquest instrument, del qual ell és un consumat intèrpret. Igualment va compondre dos concerts per concertina anglesa i orquestra, estrenats per ell mateix com a solista amb l'Orquestra Filharmònica Nacional de Caracas en 2010 sota la direcció de Germán Càceres 

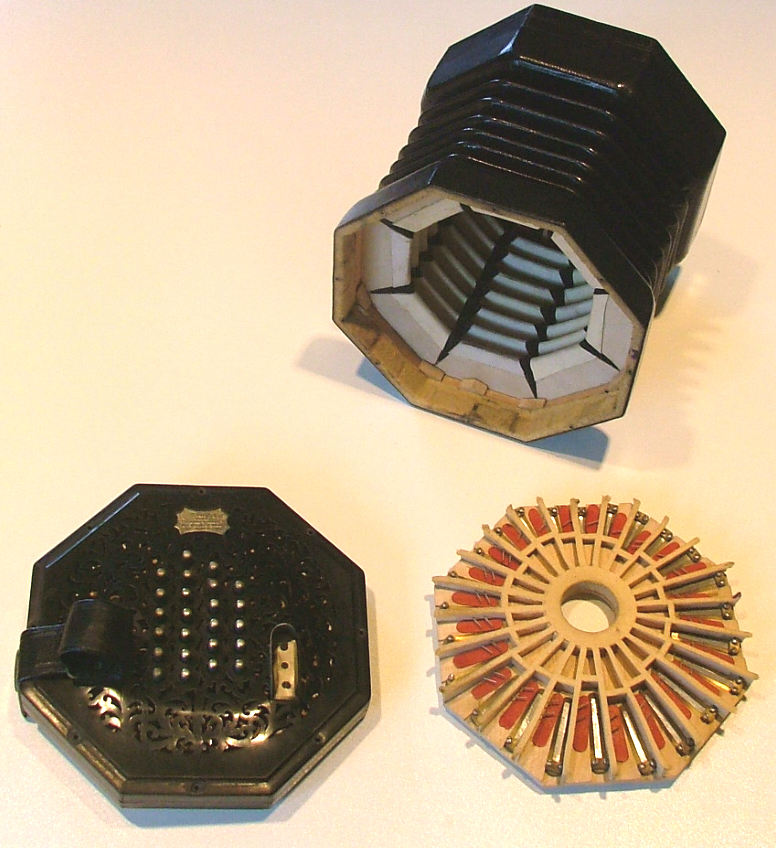
Concertina anglesa desmuntada

### Concertines de duo
Els instruments construïts segons diversos sistemes de duo són menys comuns que els tipus anglo i anglesa. Les característiques que tots els sistemes d'acordió de duo tenen en comú són:
1. Els sistemes de duo destaquen per les disposicions de botó que proporcionen els tons baixos a la mà esquerra i les anotacions més altes en la dreta, amb alguna superposició (com un òrgan de dos manuals).
2. Són unisonors (mateixa nota en prémer, independentment de si s'estira o comprimeix la manxa)
3. Són totalment cromàtics.

Els sistemes de duo de concertina més coneguts són el sistema McCann, el sistema Crane (o Triumph) i el sistema Hayden.

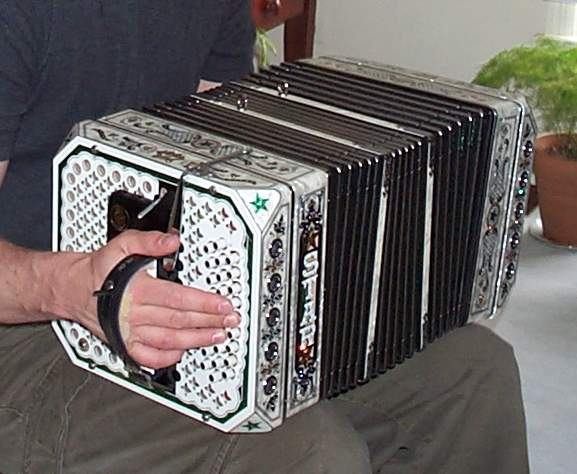
Concertina Chemnitzer fabricada per Star Mfg., Cicero, Illinois, EUA l'any 2000

### Concertina Chemnitzer i altres concertines alemanyes
Hi ha diversos sistemes alemanys per concertina que comparteixen trets de construcció comuns i la disposició principal de botons.
Als Estats Units, en particular en el Mitjà Oest, s'associa el terme "concertina" a la concertina Chemnitzer, del tipus bisonor i estretament relacionada amb el bandoneó, però amb diferències quant a teclat i a l'estil decoratiu, amb algunes innovacions mecàniques dutes a terme pel lutier i inventor germà-americà Otto Schlicht.
Una variant relacionada és la concertina de Carlsfelder, de Carl F. Zimmerman, inventada en 1849 i presentada a la Gran Exposició Industrial de Londres 1851.:1

#### Bandoneó
El bandoneó, un sistema bisonor alemany per concertina inventat per Heinrich Band, és àmpliament tractar a un article propi.